# Kasendorf
Kasendorf est une commune de Bavière (Allemagne), située dans l'arrondissement de Kulmbach, dans le district de Haute-Franconie.

## Points d'intérêt
- Tilleul de danse de Peesten